# María Teresa Fernández de la Vega Sanz
María Teresa Fernández de la Vega Sanz (València 1949) és una advocada, professora universitària i política valenciana.

## Biografia
Va néixer el 15 de juny de 1949 a la ciutat de València, filla del funcionari franquista Wenceslao Fernández de la Vega Lombán. A principis de la dècada de 1970 es va llicenciar en Dret per la Universitat Complutense de Madrid i va viatjar a Barcelona, on va realitzar el seu doctorat a la Universitat de Barcelona i ingressà l'any 1974 al Cos de Secretaris Jurídics Laborals. A partir de 1982 va exercir com a Directora del Gabinet del Ministeri de Justícia fins al 1985, any en què va ser nomenada Directora General de Serveis del Ministeri de Justícia.

## Activitat política
Comença el seu activisme polític amb el PSUC, estant afiliada a aquesta formació fins a l'any 1979. Des de l'entrada del partit polític PSOE al poder l'any 1982 realitzà moltes noves funcions. A partir de l'any 1982 exerceix com a Directora del Gabinet del Ministeri de Justícia fins a l'any 1985, any en el qual és nomenada Directora General de Serveis del Ministeri de Justícia. L'any 1986 passà a formar part del Comitè de Cooperació Jurídica del Consell d'Europa. El 1990 ingressà a la carrera judicial i fou elegida Vocal del Consell General del Poder Judicial per elecció del Senat (1994-1996). Així mateix, el 13 de maig de 1994 el ministre Juan Alberto Belloch l'escollí per ocupar la Secretaria d'Estat de Justícia.
En les eleccions generals de 1996 fou escollida diputada al Congrés dels Diputats per la circumscripció de Jaén durant VI legislatura, sent reescollida en les eleccions generals del 2000 per la circumscripció de Segòvia, legislatura en la qual fou nomenada Secretaria General del Grup Parlamentari Socialista. En les eleccions generals de 2004 fou escollida diputada per la circumscripció de Madrid. En la formació de govern de José Luis Rodríguez Zapatero fou nomenada el 18 d'abril d'aquell mateix any Vicepresidenta Primera del Govern i Ministra de la Presidència, assumint així mateix les tasques de Portaveu del Govern, càrrecs que mantindria fins a l'octubre del 2010. Fou escollida diputada per darrer cop en les eleccions generals de 2008 per la circumscripció de València.
María Teresa Fernández de la Vega és la primera dona a assumir les funcions de president del govern en la història de la democràcia espanyola, el 24 d'abril de 2004, durant les vuit hores que va durar el primer viatge del president Rodríguez Zapatero a l'estranger.
El 20 d'octubre de 2010 es va anunciar el cessament dels seus càrrecs en el Govern d'Espanya, succeint-la en la vicepresidència primera del Govern i com a portaveu, Alfredo Pérez Rubalcaba, i en el ministeri de Presidència, Ramón Jáuregui.
Fernández de la Vega va passar a formar part del Consell d'Estat, i hagué de renunciar a l'acta de diputada per València en ser càrrecs incompatibles. El 19 de juny de 2018 fou nomenada presidenta del Consell d'Estat.